# 백스핀

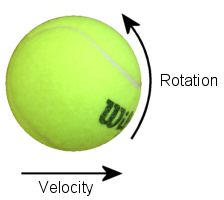

백스핀(Backspin) 또는 언더스핀은 슬라이스 또는 촙 슛에 의해 공에 전달되는 공의 궤적과 관련하여 공의 역회전을 말한다. 백스핀은 공을 들어올리는 상향 힘을 생성한다. 일반적인 타격은 앞쪽과 위쪽으로 잘 바운드되는 반면, 백스핀 샷은 더 높게 바운드되고 앞으로 덜 바운드된다. 백스핀은 톱스핀의 반대말이다.
라켓 스포츠에서는 백스핀으로 인한 더 높은 바운스가 다른 샷을 준비한 리시버가 스윙할 때 공을 놓치거나 잘못 칠 수 있다. 백스핀 샷은 상대에게 이동하는 데 더 오랜 시간이 걸리고 수비수가 위치로 돌아갈 시간을 더 많이 주기 때문에 수비 샷에도 유용하다. 또한 백스핀 샷이 반대쪽 코트에 도달하면 앞으로 덜 튀는 경향이 있기 때문에 공격하기가 더 어려울 수 있다. 탁구에서는 공을 치기 전에 공이 튀길 때까지 기다려야 하는 반면, 테니스에서는 상대가 공을 발리로 칠 수 있기 때문에 이는 특히 중요하다.
골프에서는 잘 맞은 샷으로 인해 공이 더 높이, 더 멀리 날아가는 많은 양의 백스핀이 발생한다. 백스핀은 거리 조절에도 도움이 되며, 충분한 백스핀이 있으면 공이 퍼팅 표면에 착지하는지 "확인"하고 때로는 착지 시 뒤로(공이 날아가는 반대 방향으로) 뒤로 기어가기도 한다.

## 같이 보기
- 탁구
- 베르누이 방정식